# Природне право
Приро́дне пра́во (лат. ius naturale, lex naturalis) — теоретична доктрина в теорії права, за якою головним джерелом права є сама природа, а не воля законодавця. Також термін визначає і саме право, задане природою. Людині природні права належать від народження, вони закладені в самій її сутності й однакові для всіх.

## Визначення
Природне право протилежне позитивному праву, визначеному законодавством у рамках правової системи конкретної держави. 
Природне право — це вихідні принципи, на основі яких приймаються чинні норми і на підставі котрих здійснюється їхнє оцінювання. Це відбувається з урахуванням ієрархії цінностей, яку подає філософія, вирішуючи питання про ставлення людини до оточення, в тому числі й ціннісне. Норми природного права, маючи максимально широке, універсальне значення, адресовані до всіх без винятку правоздатних суб'єктів і закликають дотримуватись закріплених у них приписів, тому що останні відповідають вимогам вищої, абсолютної справедливості.
Поняття природного права є теоретичною доктриною, яка використовується для критики конкретного позитивного права, визначеного законодавцем. 
Відповідно до теорії соціального натуралізму (О. М. Костенко) «природне право — це правила відносин між людьми у суспільстві, що випливають із законів соціальної природи».

## Історія
Історичні передумови, що передують формування права як самостійної науки, свідчать: філософське осмислення правовій реальності почалося з розмежування права на природне і позитивне. Саме їх суперечливу єдність і складає, в найпершому наближенні, структуру правової реальності. Тут ми маємо справу із дуалістичної трактуванням права структури, якої дотримувалися такі російські філософи права, як І. Ільїн, В. Соловйов та деякі інші. Серед сучасних західних філософів права таку позицію займає А. Кауфман. Його концепція «онтологічної структури права» будується на з'єднанні позитивно-нормативної легальності з природничо-правової справедливістю. До її основі знаходиться онтологічну відмінність між сутністю і існуванням права.
У класичній античності джерелом дійсного права природа вважалася взагалі, в християнському Середньовіччі — божественна мудрість Творця, у період Нового часу — досконалість людського розуму як найбільш значного з створінь природи. Аналіз історії філософсько-правової думки дозволяє розрізняти два основних підходи до розуміння природного права і його співвідношення з позитивною.
З точки зору першого підходу природне право розумілося як сукупність апріорних моральних вимог, що пред'являються до позитивного права, як критична інстанція, що дає моральну оцінку позитивного права з точки зору його справедливості чи несправедливості (Платон], Кант). З позиції ж другого підходу природне право розуміється як необхідна та незмінна основа чинного законодавства, не існує поза ним, тобто природні принципи шукалися всередині чинного права, що мислилося як реалізується в історії надприродна ідея права ([Арістотель], [Гегель]).
Така ж подвійність підходу до розуміння природного права спостерігалася наприкінці XIX-початку XX століття в Росії в ситуації відродження природного права. Тут розрізнялися етико-нормативні концепції (П. Новгородцев, [С. Булгаков]) і ейдологічні концепції (М. Михайловський, Гессен В., Н. Алексєєв та ін.) Хоча перші концепції, як правило, були пов'язані з ліберальними реформістськими ідеями, а другу в більшій мірі стосувалися захисту існуючого правопорядку, всі вони були спрямовані на критику позитивістської методології, ототожнюють право з силою державного примусу. І тут, при всьому різноманітті поглядів з даного питання можна з достатньою чіткістю розрізнити природне право як категорію методологічного порядку і природне право як реальний факт соціальної дійсності.
Поняття природного права використовували й розвивали Станіслав Оріховський, Гуго Гроцій, Бенедикт Спіноза, Томас Гоббс, Самуель (Самуїл) фон Пуфендорф, Джон Локк, Жан-Жак Руссо та ін.